# تناضح كيميائي

التناضح الكيميائي (بالإنجليزية: chemiosmosis)‏ هو مصطلح يُشير إلى حركة الأيونات عبر غشاء شبه منفذ، أسفل تدرجها الكهروكيميائي. مثال على ذلك هو توليد أدينوسين ثلاثي الفوسفات (ATP) من خلال حركة أيونات الهيدروجين (H +) عبر غشاء الميتوكندريا أو الكلوروبلاست أثناء التنفس الخلوي أو التركيب الضوئي.
سوف تنتشر أيونات الهيدروجين، أو «البروتونات»، من منطقة ذات تركيز عالي من البروتون إلى منطقة ذات تركيز أقل، ويمكن استغلال تدرج التركيز الكهروكيميائي للبروتونات عبر الغشاء لإنتاج ATP. ترتبط هذه العملية بالتناضح، وهو انتشار الماء عبر الغشاء، وهذا ما يطلق عليه «التناضح الكيميائي».
أيه تي بي سينثاز هو الانزيم الذي يصنع الـ ATP عن طريق التناضح الكيميائي، حيث أنه يسمح للبروتونات بالمرور عبر الغشاء ويستخدم فرق الطاقة الحرة لفسفورات الأدينوزين الفوسفاتية (ADP)، مما يولّد ATP. يحدث توليد ATP عن طريق التناضح الكيميائي في الميتوكوندريا والبلاستيدات الخضراء، وكذلك في معظم أنواع البكتيريا والبكتريا القديمة، تقوم سلسلة نقل الإلكترون بضخ أيونات H + في مسافات ثايلاكويد عبر أغشية ثايلاكويد إلى الستروما(سائل).
الطاقة المولّدة من حركة الإلكترون عبر سلاسل نقل الإلكترون تعبر عبر ال أيه تي بي سينثاز، مما يسمح للبروتونات بالمرور عبرهم واستخدام هذا الاختلاف في الطاقة الحرة لفسفرة (إضافة فوسفات) إلى الADP لتصنيع ATP.

## النظرية الكيميائية الحيوية

التناضح الكيميائي في الميتوكندريون

اقترح بيتر ميتشل فرضية التناضح الكيميائي في عام 1961.تقترح النظرية أساساً أن معظم تراكيب أدينوسين ثلاثي الفوسفات (ATP) في الخلايا التنفسية تأتي من التدرج الكهروكيميائي عبر الأغشية الداخلية للميتوكوندريا باستخدام طاقة NADH و FADH2 التي تتشكل من انحلال الجزيئات الغنية بالطاقة مثل الجلوكوز.
يتم استقلاب جزيئات مثل الجلوكوز لإنتاج جُزيء يُسمى أسيتيل مرافق الإنزيم-أ كوسيط غني بالطاقة. بعد ذلك تتم أكسدة هذا الجزيء في المصفوفة الميتوكوندرية. يُصاحب عملية الأكسدة هذه عملية اختزال الجزيء الناقل، والذي يكون عادةً ثنائي نوكليوتيد الأدنين وأميد النيكوتين (باختصار NAD) وثنائي نيوكليوتيد الفلافين والأدينين (باختصار FAD)
تنقل تلك الجزيئات الناقلة الإلكترونات إلى سلسلة نقل الإلكترون (ETC) في الغشاء الداخلي للميتوكوندريا، والتي بدورها تنقلها إلى بروتينات أخرى في ETC. بعد ذلك، يتم استخدام الطاقة المتوفرة في الإلكترونات لضخ البروتونات من المصفوفة الميتوكوندرية عبر الستروما (stroma) لتخزين الطاقة في شكل التدرج الكهروكيميائي عبر الغشاء.
تتحرك البروتونات إلى الخلف عبر الغشاء الداخلي من خلال إنزيم الآيه تي بي سينثاز. يوفر تدفق البروتونات مرة أخرى إلى مصفوفة الميتوكوندريون عبر الآيه تي بي سينثاز طاقة كافية لاندماج ADP مع الفوسفات غير العضوي لتشكيل ATP. يتم أخذ الإلكترونات والبروتونات الموجودة في المضخة الأخيرة في ETC بواسطة الأكسجين، والذي يعمل كآخر ناقل للإلكترونات، لتشكيل الماء.
هذه النظرية المذكورة أعلاه كانت تعتبر اقتراحًا جذريًا في ذلك الوقت، ولم يكن ذلك مقبولًا بشكل جيد. كان الرأي السائد هو أن طاقة نقل الإلكترون يتم تخزينها باعتبارها وسيطة مستقرة عالية الإمكانات، وهو مفهوم كيميائي أكثر تحفظاً.
المشكلة في النموذج الأقدم هي أنه لم يتم العثور على وسيط عالي الطاقة على الإطلاق، وأن الأدلة على ضخ البروتون بواسطة مجمعات سلسلة نقل الإلكترون أصبحت كبيرة للغاية بحيث لا يمكن تجاهلها. في نهاية المطاف، بدأت الأدلة تشير إلى فرضية التناضح الكيميائية، وفي عام 1978 حصل بيتر ميتشل على جائزة نوبل في الكيمياء. يعتبر التناضح الكيميائي مهمًا لإنتاج ATP في الميتوكوندريا، البلاستيدات الخضراءوالعديد من البكتيريا القديمة.

## القوة الدافعة للبروتون

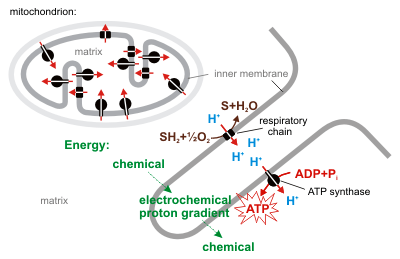

## في الميتوكوندريا
يسمى الانحلال التام للجلوكوز عند وجود الأكسجين بالتنفس الخلوي. تحدث الخطوات الأخيرة من هذه العملية في الميتوكوندريا. يتم تَوليد الجزيئات المختزلة NADH و FADH2 بواسطة دورة كريبس، تحلل السكر، ومعالجة البيروفات.
تنقل هذه الجزيئات الإلكترونات إلى سلسلة نقل الإلكترون، والتي تستخدم الطاقة المنبعثة لإنشاء تدرج بروتون عبر الغشاء الداخلي للميتوكوندريا. ومن ثم يستخدم إنزيم الأيه تي بي سينثاز الطاقة المخزنة في هذا التدرج لاصطناع الATP. وتسمى هذه العملية الفسفرة التأكسدية لأنها تستخدم الطاقة المنبعثة من أكسدة NADH و FADH2 لفسفرة أدينوسين ثنائي الفوسفات إلى أدينوسين ثلاثي الفوسفات.

## في النباتات
التفاعلات الضوئية في عملية التمثيل الضوئي تُولد ATP من خلال عملية التناضح الكيميائي.  يتم استقبال الفوتونات في ضوء الشمس من خلال مجمع الهوائي في النظام الضوئي الثاني II، والذي يثير الإلكترونات إلى مستوى طاقة أعلى. تنتقل هذه الإلكترونات عبر سلسلة نقل الإلكترون، مما يؤدي إلى ضخ البروتونات بشكل نشط عبر غشاء الثايلاكويد في تجويف الثايلاكويد. ثم تتدفق هذه البروتونات إلى أسفل التدرج المحتمل الكهروكيميائي من خلال إنزيم يسمى سينسيز ATP ، مما يخلق ATP بواسطة الفسفرة من ADP إلى ATP. تصل الإلكترونات من التفاعلات الضوئية إلى النظام الضوئي I، ثم يتم رفعها إلى مستوى طاقة أعلى بواسطة الطاقة الضوئية ثم يتم استقبالها من قبل متقبل الإلكترون وتقليل NADP + إلى NADPH.
يتم استبدال الإلكترونات المفقودة من نظام ضوئي II بأكسدة الماء، والتي يتم «تقسيمها» إلى بروتونات وأكسجين بواسطة مجمع تطور الأكسجين (OEC ، المعروف أيضًا باسم WOC، أو مجمع أكسدة الماء).
لتوليد جزيء واحد من الأكسجين، يجب امتصاص 10 فوتونات بواسطة النظامين الضوئيتن الأول والثاني، ويجب أن تتحرك أربعة إلكترونات من خلال نظامي الصور الضوئية، ويتم إنشاء 2 NADPH (تستخدم لاحقا لتثبيت ثاني أكسيد الكربون في دورة كالفن).

## في بدائيات النوى
يمكن للبكتيريا وكذلك البكتيريا القديمة أيضاً استخدام التناضح الكيميائي لتوليد ال ATP. البكتيريا الزرقاء وبكتيريا الكبريت الخضراء والبكتيريا الأرجوانية تُنتج الATP من خلال عملية تسمى الفسفرة الضوئية.تستخدم هذه البكتيريا طاقة الضوء لإنشاء التدرج البروتوني باستخدام سلسلة نقل الإلكترون الضوئي. تحتوي البكتيريا الغير معتمدة على التركيب الضوئي مثل E. coli أيضًا على أيه تي بي سينثاز. في الواقع، هناك بعض الأدلة بأن الميتوكوندريا والبلاستيدات الخضراء هي نتاج تعايش داخلي وتتبع العودة إلى بدائيات النوى المدمجة.
الفسفرة التناضحية-الكيميائية هي المسار الثالث الذي ينتج الـ ATP من الفوسفات غير العضوي وجزيء ADP.  هذه العملية جزء من الفسفرة المؤكسدة.